# Carne Assada

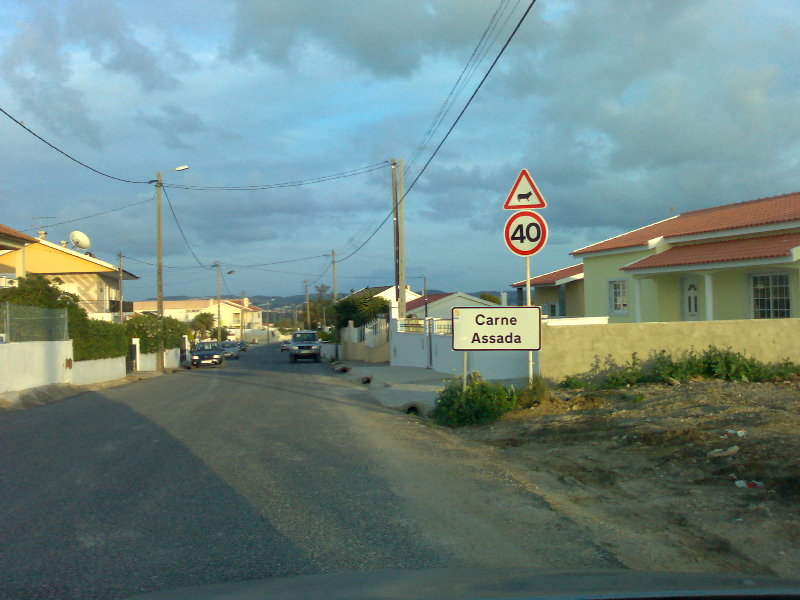
Carne Assada

Carne Assada é uma localidade pertencente à freguesia de Terrugem, no município de Sintra, em Portugal. Localiza-se junto à estrada nacional EN247, perto do Parque Natural de Sintra-Cascais. 
As suas ruas são maioritariamente constituídas por vivendas, encontrando-se algumas destas integradas em quintas. Para além das numerosas habitações modernas, é possível observar diversas casas de traça antiga, em pedra, assim como um poço, chafariz também antigos. Dispõe de um café que serve almoços e de uma loja de venda de madeira para lareiras.
Um lugar muito tranquilo de se viver  e com uma boa vista para a serra de Sintra.
Recomendamos a visita ao poço antigo no centro da localidade. 38°51'51.2"N 9°21'59.2"W
O código postal local é o 2705-837 TERRUGEM SNT.